# Герб Семенівського району (Чернігівська область)
Герб Семе́нівського райо́ну — офіційний символ Семенівського району Чернігівської області, затверджений 23 травня 1996 року рішенням Семенівської районної ради.

## Опис
На зеленому полі знаходиться лазуровий овальний щиток, на якому зображений золотий козак із рушницею та шаблею; щиток облямований золотим лавровим вінком, у верхній частині якого розміщено родовий герб сім'ї Самойловичів (засновників Семенівки) — на червонному щитку три хрести, один над двома. На срібній главі розташовано напис «Семенівка».